# Cnidoscolus matosii
Cnidoscolus matosii är en törelväxtart som beskrevs av Leon. Cnidoscolus matosii ingår i släktet Cnidoscolus och familjen törelväxter. IUCN kategoriserar arten globalt som starkt hotad. Inga underarter finns listade i Catalogue of Life.